# Roger Norrington
Roger Arthur Carver Norrington (Oxford, 16 maart 1934 – Devon, 18 juli 2025) was een Brits dirigent. Hij is de zoon van Arthur Norrington (1899 – 1982), voorzitter van Trinity College (Universiteit van Oxford) en de broer van zakenman Humphrey Thomas Norrington.

## Opleiding
Norrington studeerde aan de Dragon School, Westminster School, Clare College, Cambridge en de Royal College of Music bij onder anderen Adrian Boult.

## Activiteiten
Norrington werkte als tenor in de jaren 1960. In 1962 richtte hij het Schütz Choir op (later het Schütz Choir of London). Van 1969 tot 1984 was hij muzikaal leider van de Kent Opera. In 1978 richtte hij de London Classical Players op, geleid door de barokviolist John Holloway) en bleef hun muzikaal leider tot 1997. Van 1985-1989 was hij chef-dirigent van de Bournemouth Sinfonietta. Van 1990 tot 1994, was hij muzikaal leider van het Orchestra of St. Luke's. In 1998 werd hij chef-dirigent van het Radio-Sinfonieorchester Stuttgart des SWR in Stuttgart. In 2006 werd hij artistiek adviseur van de Handel and Haydn Society, een koor en orkest dat op authentieke instrumenten speelt.
Norrington was het meest bekend wegens zijn uitvoeringen van barokmuziek, muziek uit de klassieke periode en muziek uit de romantiek op authentieke instrumenten en volgens de historische uitvoeringspraktijk. Hij maakt deel uit van de oude muziek-beweging. Norrington was pleitbezorger van het beperkte gebruik van vibrato in orkestuitvoeringen, waarvoor hij zowel bijval als kritiek gekregen heeft. Hij volgde Beethovens metronoomgetallen nauwkeurig op in zijn symfonieën, waarvan sommige volgens veel dirigenten te snel zijn. Hij maakte opnamen van werk van Haydn, Beethoven, Mozart, Schubert, Berlioz en Brahms op authentieke instrumenten.
Met zijn vrouw, de choreografe Kay Lawrence, vormde hij in 1984 het Early Opera Project als aanvulling op zijn werk in uitvoeringen in authentieke stijl, beginnend met Monteverdi’s Orfeo tijdens de Maggio Musicale Fiorentino in Florence dat jaar, met daarna een tournee in Groot-Brittannië in 1986.
In augustus 2008 verscheen Norrington in de reality-televisie talentenjacht Maestro op BBC Two, waarin hij leiding gaf aan de jury. Hij dirigeerde de Last Night of the Proms voor de eerste maal op 13 september 2008.
Sir Roger Norrington werd benoemd tot OBE in 1980, CBE in 1990 en Knight Bachelor in 1997.
Norrington overleed op 18 juli 2025 op 91-jarige leeftijd.
- Bibsys: 1034039
- Biblioteca Nacional de España: XX1049706
- Bibliothèque nationale de France: cb13898027s (data)
- CiNii: DA08801047
- Gemeinsame Normdatei: 124259227
- International Standard Name Identifier: 0000 0001 1480 2643
- Library of Congress Control Number: n81127865
- Nationale Bibliotheek van Letland: 000039127
- MusicBrainz: 2403f8c6-8ccc-48d6-977f-de0baa2d6fed
- Nationale Bibliotheek van Tsjechië: js20020225005
- Nationale Bibliotheek van Israël: 987007336306005171
- Nationale en Universitaire bibliotheek Zagreb: 000477607
- Nederlandse Thesaurus van Auteursnamen: 073280240
- Système universitaire de documentation: 080758045
- Trove: 1097666
- Virtual International Authority File: 114144996
- WorldCat: E39PBJxCxhtDgbQ9KYYqYMYdcP